# Michael Rubin
Michael Rubin (Filadelfia, 1971) es un historiador estadounidense. Es miembro principal del American Enterprise Institute (AEI). Anteriormente trabajó como funcionario en el Pentágono, donde se ocupaba de cuestiones relativas a Oriente Medio, y como asesor político de la Autoridad Provisional de la Coalición. Escribe con frecuencia sobre temas relacionados con Oriente Medio, el sur de Asia, África, Taiwán y la diplomacia estadounidense.

## Biografía

### Primeros años
Originario de Filadelfia, obtuvo su licenciatura en biología (1994) y su doctorado en historia (1999) por laUniversidad Yale. Su disertación, La creación del Irán moderno, 1858-1909: comunicaciones, telégrafos y sociedad ganó el premio John Addison Porter de Yale.

### Carrera
Ha dado clases de historia en la Universidad Yale, la Universidad Hebrea y la Universidad Johns Hopkins, y ha trabajado como profesor invitado en las universidades de Suleimaniya, Salahaddin y Duhok, en la región del Kurdistán iraquí. Desde 2002 hasta 2004, se desempeñó como asesor de personal sobre Irán e Irak para la Oficina del Secretario de Defensa. Entre 2003 y 2004, trabajó como asesor político de la Autoridad Provisional de la Coalición en Bagdad.
Entre 2004 y 2009 fue editor del Middle East Quarterly. Ha recibido becas del Consejo de Relaciones Exteriores, y del Consejo Carnegie para la Ética en Asuntos Internacionales.
Desde 2007 y 2021, enseñó liderazgo de alto rango en el Ejército, la Infantería de Marina y la Armada de Estados Unidos antes de su despliegue en Irak, el Golfo Pérsico y Afganistán como profesor en la Escuela de Posgrado Naval.
También es editor colaborador del sitio web de seguridad nacional en línea 19FortyFive.

## Controversias

### Orden de cierre de su cuenta de Twitter
En 2017, Turquía ordenó a Twitter cerrar la cuenta de Rubin, acusándolo de insultar a Erdoğan, el presidente de Turquía. Twitter enfrentaba posibles multas según la ley turca si no cumplía. Los tuits críticos de Rubin habían provocado la disputa legal.

## Publicaciones
- Siete pilares: ¿Qué causa realmente la inestabilidad en Oriente Medio? (coeditor, con Brian Katulus, AEI Press, 2019)
- El levantamiento del Kurdistán ( AEI Press, 2016)
- Bailando con el diablo: los peligros de involucrarse con regímenes rebeldes . Nueva York: Libros de encuentro, 2014. (ISBN 978-1594037238)
- Los chiítas de Oriente Medio (coautor, AEI Press, 2014)
- Disensión y reforma en el mundo árabe (editor, AEI Press, 2008)
- Irán eterno: continuidad y caos (coautor con Patrick Clawson). Londres: Palgrave Macmillan, 2005. (ISBN 978-1403962768)
- Hacia las sombras: vigilantes radicales en el Irán de Khatami. Washington: Instituto de Washington para la Política del Cercano Oriente, 2001. (ISBN 9780944029459)